# Grigiškės
Grigiškės è una città della Lituania, situata nella contea di Vilnius.